# Чиказька різанина
Чиказька різанина (англ. Chicago Massacre: Richard Speck) — американський трилер 2007 року.

## Сюжет
Фільм заснований на реальних подіях про одне з найбільш кривавих і жорстоких серійних вбивств, що відбулися в Чикаго. 24-річний моряк Річард Спек проник в медичний гуртожиток, де захопив дев'ятьох дівчат і потім приступив до звірячих катувань, зґвалтувань і вбивств. Одній полонянці все ж вдалося врятуватися — вона і розповіла про вбивства і змогла описати мучителя, якого заарештували через декілька днів.

## У ролях
| Актор             | Роль                     |
| ----------------- | ------------------------ |
| Корін Немек       | Річард Спек              |
| Емі Ліндон        | місіс Вітмор             |
| Колі Файфер       | Джиммі Вітмор            |
| Джейк Райдінг     | Боббі Вітмор             |
| Тео Пакетта       | суддя Вотсон             |
| Ніно Саймон       | батько Річарда           |
| Едвард Керролл    | Річард Спек (12 років)   |
| Черіш Лі          | Шарон                    |
| Єн Патрік Вільямс | Гаррі, бармен            |
| Еліза Сордз       | Доріс                    |
| Келсі Макканн     | Аннет                    |
| Джоан Чю          | Сондра                   |
| Йі Лін            | Міранда                  |
| Алексіс Едкінс    | Берніс                   |
| Джанін Дель Карло | Вівіан                   |
| Камео Кара Мартін | репортер Барбара Біллінг |
| Деніел Бонжур     | детектив Гарпер          |
| Тоні Тодд         | капітан Даннінг          |
| Ендрю Дівофф      | Джек Вітакер             |
| Артур Боннер      | детектив МакГі           |